# Конгазьке водосховище
Конгазьке водосховище (рум. Lacul de acumulare Congaz), розташоване на річці Ялпуг у межах Комратського району АТУ Гагаузія (Молдова). Назва походить від села Конгаз, розташованого за 400 м на південь від водойми, вниз за течією річки. Уздовж правого берега водосховища на відстані від 50 до 400 м проходить траса E584. Введено в експлуатацію 1961 року, проєктувальник — інститут «Молдсільгосппроєкт». Висота над рівнем моря — 38,6 м.

## Коротка характеристика
Конгазьке водосховище — найпівденніше в Молдові. Площа водозбірного басейну — 667 км². Береги порізані слабко, схили пологі. Береги розорані, зайняті полями та городами, мала їх частина з несприятливим для землеробства рельєфом використовується під випасання худоби. Має сприятливі умови для розведення риби. Флора околиць водосховища представлена луговими злаками.
Ложе водосховища розташоване на четвертинних суглинках, вистелене луговими, частково солонцюватими чорноземами, до заповнення водосховища було сухим.

## Гідрологічний режим та параметри
Водосховище руслового типу з наповненням із річки Ялпуг. Регулювання стоку — сезонне. Ґрунтові води в районі водосховища залягають на глибині 6-10 м, і виходи підземних джерел у долину річки зустрічаються досить рідко й вони не можуть вплинути на водний режим водосховища.
Основне призначення при проєктуванні:
- формування запасів води для зрошення;
- водопостачання;
- рибництво;
- рекреація.

Початкові параметри:
- об'єм води: повний статичний — 9,9 млн м³, корисний — 5,68 млн м³[1];
- площа водного дзеркала за нормального підпірного рівня — 4,9 км²[1].

- станом на 1981 рік:
- довжина — 5,0 км[1];
- ширина: середня — 620 м, найбільша — 970 м[1];
- глибина: середня — 1,65 м, найбільша — 3,37 м[1];
- площа водного дзеркала за нормального підпірного рівня — 3,08 км², за найменшого робочого рівня — 0,94 км²[1];
- об'єм води: повний статичний — 5,07 млн м³, корисний — 4,47 млн м³[1];
- позначка нормального підпірного рівня — 36,67 м, найменшого робочого рівня — 34,6 м[1].

- станом на 2000 рік:
- глибина: середня — 1,32 м[1];
- площа водного дзеркала за нормального підпірного рівня — 2,5 км²[1];
- об'єм води: повний статичний — 3,3 млн м³[1].

Гідротехнічні споруди:
- земляна гребля без отвору, довжина — 756 м, ширина по гребеню — 6 м, найбільша висота — 10,3 м;
- водозлив із затворами та регулятором, розташований на лівому березі;
- канал відведення води — 250 м;
- дренажний канал — 410 м;
- насосна станція для зрошення[1].

## Сучасний стан
Водне живлення водосховища здійснюється з півночі, річкою Ялпуг. Нині на верхніх схилах греблі спостерігається ерозія, тіло греблі потребує зміцнення. Гідротехнічне обладнання та установки не працюють, водозлив потребує капітального ремонту. Водойму здають в оренду і використовують для розведення промислових видів риб: товстолобика, коропа та білого амура.

## Екологія
Нині найбільший антропогенний вплив на водосховище чинить річка Ялпуг, у води якої у верхній течії скидають неочищені стоки промислових та господарських об'єктів, розташованих уздовж річки.
| Гідрохімічні показники якості | 2020  | 2021  | 2021  | 2021  |
| Гідрохімічні показники якості | 21.10 | 20.04 | 21.07 | 21.10 |
| БПК5                          | V     |       | III   | V     |
| ГПК                           |       | III   | IV    | V     |
| Na++K+                        | V     |       |       |       |
| Амонійний азот                | IV    |       |       |       |
| Нітритний азот                |       | III   |       | III   |
| Загальний фосфор              | IV    | IV    | IV    |       |
| Мінеральний фосфор            | IV    | IV    |       |       |
| Мінералізація                 | V     | V     | IV    | IV    |
| Залізо                        |       |       |       | IV    |

2020 року з метою визначення гідрохімічних показників якості води в Конгазькому водосховищі проведено лабораторні дослідження, за результатами яких установлено класи якості поверхневих вод. Якість води у водосховищі віднесено до V класу якості (дуже забруднена).
При цьому зафіксовано значне перевищення встановлених норм: у 15 разів для Na++K+; у 3,86 разів — для амонійного азоту; в 3,4 раза — для загальної мінералізації; в 2,74 рази — для БПК; у 2,29 разів — для загального фосфору та у 2 рази — для мінерального фосфору.
Відсутність у водосховищі течії, а також евтрофікація сприяє періодичним придухам риби внаслідок кисневого голодування, викликаного нестачею або повною відсутністю розчиненого у воді кисню. У червні 2020 року у водоймищі загинуло близько 80 тонн риби.